# Great Eccleston
Great Eccleston is een civil parish in het bestuurlijke gebied Wyre, in het Engelse graafschap Lancashire. In 2001 telde het dorp 1473 inwoners.